# Jan Bednarek (futebolista)
Jan Kacper Bednarek, ou simplesmente Jan Bednarek (Slupca, 12 de abril de 1996) é um futebolista polonês/ polaco   que atua como zagueiro/ defesa central.  Atualmente joga no FC Porto.

## Carreira
Foi convocado para defender a Seleção Polonesa de Futebol na Copa do Mundo de 2018.